# Beilken (Unternehmen)
Die Firma Beilken ist eine Segelmacherei mit Firmensitz in Lemwerder. Sie wurde 1919 von Friedrich Beilken in Bremen-Vegesack gegründet.
Seit 2019 wird die Beilken Sails GmbH von Uwe Wenzel als Geschäftsführer geleitet.

## Geschichte
Anfangs wurden in Vegesack überwiegend gelohte Segel für die Torfkähne hergestellt. Das Handwerk des Segelmachers war damals eng mit dem des Seilers verbunden und daher wurden auch (Stütz-)Segel, Netze und Taue produziert.
Die Gründerenkel Hans und Berend Beilken übernahmen die Firma nach dem Zweiten Weltkrieg gemeinsam in dritter Generation. Sie führten viele technische Neuerungen im deutschen Segelsport ein und verlegten in den 60er Jahren den Firmensitz auf die andere Seite der Weser nach Lemwerder in Niedersachsen.
Auf Segelreisen an Bord der Germania-Yachten von Alfried Krupp von Bohlen und Halbach in den USA und auf Törns nach Australien und Neuseeland lernte Hans Beilken viel von den bedeutenden Seglern Ted Hood, Lowell North beide USA und Chris Bouzaid (NZL).
Zu Beginn der 1960er Jahre kam das neue Kunststoffmaterial Dacron für Segel auf den Markt. Die Brüder Beilken setzten auf die neue Technologie und gewannen als bedeutenden Erstkunden die damals größte Segelyacht Deutschlands, die Germania VI (Baujahr 1963) von Alfried Krupp von Bohlen und Halbach. Auf der Germania VI nutzte man das erste Großsegel 15 Jahre lang. Der Erfolg war durchschlagend und begründete eine Erfolgsserie in der Erstausrüstung großer (Mega-)Yachten mit Segeln.
Die erfolgreiche Teilnahme der Brüder an internationalen Regatten mit Segeln des Hauses Beilken festigte den Ruf der Segelmacherei und sorgte so für den wirtschaftlichen Durchbruch. Hans Beilken gewann die Eintonner-Weltmeisterschaft (One-Ton-Cup) zwei Mal nacheinander in den Jahren 1967 und 1968 mit der von Dick Carter entworfenen Yacht Optimist. Der jüngere Berend Beilken gewann zweite Plätze bei der Eintonner-Weltmeisterschaft und drei Siege beim Admiral’s Cup, der seinerzeit als inoffizielle Weltmeisterschaft der Seesegler galt.

Die Segel aus dem Hause Beilken dominierten lange Zeit Deutschlands Offshore-Szene. Sie wurden auf den erfolgreichen Admiral’s-Cup-Yachten und den Yachten des Whitbread Round the World Race (jetzt Volvo Ocean Race) eingesetzt.
Im Jahr 1995 übernahm der Regattasegler Albert Schweizer die Segelmacherei Beilken. Im Regattasport ist er seit 1976 aktiv und hat zahlreiche Nationale-, Distrikt-, Europa- und Weltmeisterschaften in den verschiedensten Einheitsklassen wie Laser (heute ILCA), 470er Jolle, H-Boot, Drachen, Starboot, Melges 24, 6-Meter-Klasse und X-99 gewonnen. Der Name des Familienunternehmens blieb erhalten. Schweizer stammte aus Baden, fand aber schnell Zugang zu den Beschäftigten in Lemwerder. Er lobte ausdrücklich die ausgezeichnete Belegschaft, die fachlich über ein hohes Wissen verfügte. Schweizer verfügte aufgrund seiner Segelerfahrung über gute Verbindungen in die USA. Dies sicherte eine gute Geschäftsbasis für die Segelproduktion. Gute Kontakte zu North Sails, der größten Segelmacherei in Europa waren die Basis für eine Kooperation beider Firmen.
Schweitzer investierte ab dem Jahr 2000 in den Bau einer neuen Produktionsstätte in Lemwerder und brachte den Maschinenpark auf den neuesten Stand. So war eine rationellere Arbeitsweise möglich, die von der Arbeit mit Nadel und Faden bis hin zur hochmodernen Schneidemaschine reichte. Der Personalstand konnte trotz der Modernisierung des Betriebes, der Rationalisierung des Arbeitsablaufes und der Steigerung der Produktion gehalten werden. Die Segelmacherei bildete konsequent Nachwuchskräfte aus und konnte sogar im Jahr 2003 einen Bundessieger im Beruf des Segelmachers stellen.
Für die Segelmacherei Beilken liegt der Schwerpunkt des Kundenstammes in Europa trotz des internationalen Absatzmarktes. Neben der engen Zusammenarbeit mit North Sails gehört zum Erfolg des Unternehmens auch die Kooperation mit Segelmachereien an der Ostseeküste, am Bodensee und der Adria. Sie bieten den Beilken-Kunden einen Reparatur-Service. Die Herstellung der Beilken-Segel erfolgt jedoch ausschließlich in Lemwerder.
Im Jahr 2007 geriet das Unternehmen in wirtschaftliche Schwierigkeiten. Wegen hoher Zahlungsausfälle und interner Fehlplanungen geriet die renommierte Segelmacherei in die Insolvenz. In dieser Situation wagt der damals seit rund sechs Monaten in der der Firma angestellte Betriebswirt und passionierte Bremer Regattasegler Jörg Müller-Arnecke den Neuanfang. Er übernimmt die Geschäftsführung und findet Investoren, die an die Firma glauben. Daneben stellt er den früheren Chef als Vertriebsleiter ein. Sein Einsatz zahlt sich aus. Nach nur sieben Monaten schreibt die Segelmacherei, die nun Beilken Sails GmbH heißt wieder schwarze Zahlen. Jörg Müller-Arnecke bleibt Geschäftsführer von 2007 bis 2019. Sitz und Produktion wurden wieder nach Bremen verlegt und befinden sich heute in der Richard-Dunkel-Straße im Stadtteil Hohentor links der Weser. Im Jahr 2019 schied Müller-Arnecke als Geschäftsführer und Gesellschafter aus. Seitdem wird das Unternehmen von dem Bremer Segler Uwe Wenzel geführt.
Einem größeren Publikum bekannt ist die Beilken Sails GmbH durch die Ausrüstung des Segelschiffs Alexander von Humboldt mit seinen markanten grünen Segeln. Eine weitere Renn-Yacht mit Segeln von Beilken ist die Bank von Bremen. Auch der zweimalige Weltumsegler Wilfried Erdmann (1940–2023) war mit seiner Yacht Kathena Nui Kunde.